# Colegio Técnico Nacional Pedro Balda Cucalón
La Unidad Educativa Fiscal Pedro Balda Cucalón es una institución de enseñanza secundaria pública ubicado en el puerto de Manta, en la República del Ecuador. Fue creado el 26 de junio de 1984. Es considerado uno de los mejores centros educativos de la provincia de Manabí y pionero en la enseñanza bilingüe (Español-Inglés) desde sus inicios.
Además, dentro de la comunidad educativa local el Colegio Pedro Balda es reconocido como un centro de formación de destacados deportistas, talentos musicales, y reconocidas pre-profesionales del entorno actual. Su claustro docente se encuentra compuesto por reconocidos profesionales que han venido ejerciendo la enseñanza como parte integral del sistema educativo ecuatoriano.

## Historia
El Colegio Técnico Nacional Pedro Balda Cucalón fue creado oficialmente el 26 de junio de 1974 como una respuesta a las necesidades educativas de la provincia de Manabí, de contar con un nuevo centro de estudios que formase bachilleres técnicos ajustados al entorno socioeconómico del creciente cantón Manta, donde el sector industrial demandaba recurso humano calificado para áreas específicas del comercio y la administración.
Antes de su fundación, funcionó como un centro de estudios particulares con el nombre de Lion School, bajo la dirección de Doña Bianchi de Pablo y Doña Lilí Robayo, la primera llegó a convertirse en la rectora fundadora del Colegio Técnico Nacional Pedro Balda, le siguió la Licenciada Gloria de Borja y finalmente esta prestigiosa institución viene siendo dirigida por más de dos décadas por la Licenciada Estrella Cecilia Vera Mogro de Cobos hasta los inicios de la década de 2010.

## Administración pública
Hasta febrero de 2010 el Colegio Técnico Nacional Pedro Balda Cucalón viene siendo dirigido por el siguiente consejo directivo:
Rectora - Presidenta: Lic. Estrella Vera de Cobos
Vice-rector: Prof. Ulbio Muñoz Zambrano
Primer Vocal: Lic. Norma Corral Palacios
Segundo Vocal: Prof. Walter Martillo Faula
Tercer Vocal: Lic. Narcisa Marilú Ibarra Marcillo

Himno del Colegio “Pedro Balda Cucalón”
Coro
¡Oh, colegio, tu nombre cantamos;
Nuestra voz juvenil te proclama
Templo sacro que educas, que formas
En ideales del bien y del saber!
Estrofas
I
Eres faro, eres luz que iluminas,
el sendero que sigue la vida,
abres rutas para hoy y mañana.
Es tu nombre virtud ejemplar.
II
Adelante en la lid, juventudes,
sigue siempre el glorioso destino
que orgulloso en la historia forjaron
nobles hijos de Manta, sin par.